# Eleuterio Quintanilla Prieto
Eleuterio Quintanilla Prieto (Gijón, Astúries, 24 d'octubre de 1886 - Bordeus, França, 18 de gener de 1966) fou un anarquista i pedagog asturià, deixeble de Francesc Ferrer i Guàrdia.

## Biografia
Pertanyia a una família nombrosa d'un conserge del mercat d'hortalisses. Als tretze anys començà a treballar com a aprenent de xocolater i freqüentà l'Ateneu Obrer de Gijón, on va aprendre esperanto i acabaria donant classes de matemàtiques i de francès. El 1901 fundà la revista Tiempos Modernos i el 1903 conegué Ricardo Mella Cea, amb qui fundà el 1904 la revista Tribuna Libre.
Comença la seva relació amb el moviment llibertari en el periòdic Solidaridad Obrera el 1909 i funda un any més tard amb Ricardo Mella Cea Acción Libertaria, alhora que participava en el Primer Congrés de la CNT en representació de les societats obreres asturianes. Quan tornà a Gijón va ser durament maltractat per la policia.
A Gijón, va fundar una escola neutra que va tenir com a deixebles a José Luis García Rúa i a Rafael Álvarez Palomo, i en la que hi col·laboraria Avelino González Mallada. El 1910 va representar els obrers en vaga en una polèmica pública al saló del consistori de Gijón, sent el seu oponent l'enginyer Orueta, que representava a la patronal. El 1911 es crea la CNT, ingressant en la mateixa els anarcosindicalistes de Gijón i La Felguera. En esclatar la Primera Guerra Mundial, Quintanilla i Mella es declaren aliadòfils, en la línia de Piotr Kropotkin i J. Grave, enfrontant-se a la posició oficial de la CNT, neutral, la qual cosa va portar Anselmo Lorenzo, el 1914 a distanciar-se d'Acción Libertaria. Tot i això, participà en l'organització de la vaga general de 1917 i en el Congrés de la CNT de 1919 advocà per la unitat d'acció amb la UGT.
Durant la dictadura de Primo de Rivera es va dedicar a l'ensenyament i deixà la lluita sindical directa, endara que participà en alguns mítings i mantingué una important influència entre els minaires asturians. Va participar en la maçoneria a través de la lògia Jovellanos número 337 de Gijón fins a 1933 quan se'l dona de baixa per falta d'assistència i pagament de les quotes. El 1934 es mostrà partidari de l'Aliança Obrera.
Des de 1937 va pertànyer al grup Orto de la FAI, amb el que deixa les seves activitats en la maçoneria. Durant la guerra civil espanyola va treballar en abastaments i el 1937 li confiaren la custòdia del Tresor Artístic d'Astúries i Santander pel seu trasllat a França. Segundo Blanco el nomenà president del Consell Nacional de la Infància Evacuada. Després de la caiguda d'Astúries es traslladà a Barcelona. El 1938 assistí com a conseller tècnic en la Conferència de Treball de Ginebra. El 1939 va sortir a l'exili al capdavant d'una colònia infantil. Durant l'ocupació alemanya a França fou enviat a una Companyia de Treballadors Estrangers de Roanne (Loira). Va morir el 1966 d'una hemorràgia cerebral.
En l'actualitat, un carrer porta el seu nom a la seva ciutat natal.